# Fuchsmühl
Fuchsmühl település Németországban, azon belül Bajorországban. Lakosainak száma 1540 fő (2023. december 31.). Fuchsmühl Wiesau, Friedenfels, Pechbrunn és Waldershof községekkel határos.

## Népesség
A település népessége az elmúlt években az alábbi módon változott:
| Lakosok száma | 1046 | 2006 | 1924 | 1732 | 1647 | 1655 | 1610 | 1566 | 1565 | 1540 |
|               | 1875 | 1950 | 1975 | 1987 | 2012 | 2014 | 2016 | 2017 | 2021 | 2023 |